# August Kamber
August Kamber (* 15. Mai 1871 in Hägendorf; † 12. Juni 1948 in Olten, katholisch, heimatberechtigt in Hägendorf und Olten) war ein Schweizer Politiker (SP).

## Leben
August Kamber wurde am 15. Mai 1871 in Hägendorf als Sohn des Eisenbahnarbeiters Philipp Kamber geboren. Kamber war zunächst ab seinem 15. Lebensjahr bei der Schweizerischen Centralbahn beschäftigt. Er war als Bremser im Bahnhof Olten angestellt. 1909 wechselte er zum Konsumverein Olten, wo er bis 1919 als Abteilungsleiter fungierte. Zuletzt war er ab 1920 beruflich in Basel und Laufen tätig.
August Kamber, Vater des sozialdemokratischen Nationalratsabgeordneten Arnold Kamber, heiratete in erster Ehe 1894 die gebürtige Bleienbacherin Luisa geborene Bossard sowie in zweiter Ehe 1910 die gebürtige Lamboingerin Elisa geborene Feutz. Er verstarb am 12. Juni 1948 vier Wochen nach Vollendung seines 77. Lebensjahres in Olten.

## Politische Laufbahn
August Kamber gehörte zwischen 1902 und 1910 zu den Schlüsselfiguren der sozialdemokratischen Arbeiterbewegung in der Region Olten. Parallel dazu amtierte er von 1902 bis 1909 als Gemeinderat. Daneben gründete er 1905 die Eisenbahnerunion Olten sowie 1910 die  Arbeiterunion Olten und Umgebung. August Kambers Vorhaben der Eingliederung der Schuhfabrikarbeiterschaft sowie der Schaffung eines lokalen Arbeitersekretariats schlugen in erster Linie wegen des Widerstandes der katholischen Sozialbewegung fehl. Sein 1904 und 1908 erlangtes Kantonsratsmandat musste er 1908 auf Druck der SBB niederlegen. Nach innerparteilichen Auseinandersetzungen trat August Kamber 1910 zugunsten von Jacques Schmid in die zweite Reihe, bevor er sich 1920 endgültig aus der Politik zurückzog.